# Eduard Oberg
Eduard Oberg (Hamm, 16 de septiembre de 1858 - Berlín, 1 de octubre de 1917) fue un funcionario de los ferrocarriles prusianos alemán, que a veces fue tratado de abogado, posiblemente como camuflaje. Oberg es conocido por haber sido un importante activista del primer movimiento homosexual.

## Vida
Tras su formación, Oberg entró a formar parte del funcionariado prusiano de ferrocarriles, inicialmente en Hamm, de 1897 a 1903 en Hánover, luego hasta 1910 más o menos en Bromberg y finalmente en Berlín, ya como rentista. A través de Max Spohr, el editor del libro  Sappho und Sokrates de Magnus Hirschfeld, trabó amistad con este último en 1896. 
El Comité Científico-Humanitario (CCH) fue fundado el 15 de mayo de 1897 por Hirschfeld, Spohr, Oberg y el escritor Franz Joseph von Bülow en Berlín. Oberg no sólo contribuyó al CCH con dinero de forma considerable, sino que además a partir de 1910 fue delegado en la dirección colectiva.
En 1917 Oberg se suicidó durante la I Guerra Mundial, con 59 años. Durante su sepelio en el Zentralfriedhof de Berlín, el secretario general del CCH, Georg Plock, realizó el discurso fúnebre. «Pobre en alegrías fue su juventud, sin suerte su adolescencia, lleno de desengaños y duro y en el fondo, solitarios, sus años de adulto hasta su muerte.»